# Handenberg
Handenberg ist eine Gemeinde mit 1326 Einwohnern (Stand 1. Jänner 2025) im oberen Innviertel in Oberösterreich. Der zuständige Gerichtsbezirk ist der Gerichtsbezirk Braunau am Inn.

## Geographie
Handenberg liegt auf 497 Meter Höhe im oberen Innviertel. Die Ausdehnung beträgt von Nord nach Süd 6,9 km, von West nach Ost 6,9 km. Die Gemeinde hat eine Größe von fast 28 Quadratkilometern. Davon werden mehr als drei Viertel landwirtschaftlich genutzt, siebzehn Prozent sind bewaldet.
Durch das Gemeindegebiet fließt von Süd nach Nord der Fillmannsbach.

### Gemeindegliederung
Das Gemeindegebiet umfasst folgende 26 Ortschaften (in Klammern Einwohnerzahl Stand 1. Jänner 2025):
- Adenberg (190)
- Aigen (21)
- Apfental (14)
- Buchsberg (8)
- Eckbach (177)
- Edthof (14)
- Großschieder (15)
- Handenberg (291)
- Hangöbl (16)
- Hinterberg (19)
- Kastenberg (21)
- Kleinschieder (92)
- Kohlbach (4)
- Kölln (17)
- Leimhof (22)
- Moos (19)
- Pöllersberg (8)
- Polzwies (34)
- Sandtal (142)
- Spieglern (31)
- Straß (93)
- Utting (4)
- Viermaiern (21)
- Weg (8)
- Wurmshub (37)
- Zaun (8)

Katastralgemeinden sind Adenberg und Sandtal.

### Verwaltung
Handenberg bildet seit 1. Jänner 2007 mit der Gemeinde St. Georgen am Fillmannsbach eine Verwaltungsgemeinschaft.

### Nachbargemeinden
|                        | Schwand im Innkreis                         | Neukirchen an der Enknach    |
| Gilgenberg am Weilhart | Kompassrose, die auf Nachbargemeinden zeigt |                              |
|                        | Eggelsberg                                  | St. Georgen am Fillmannsbach |

## Geschichte
Da im benachbarten St. Georgen Keltengräber gefunden wurden, ist anzunehmen, dass auch Handenberg zu dieser Zeit besiedelt war.
Die erste urkundliche Erwähnung findet sich in einer Schenkungsurkunde aus dem Jahr 1070: in presentia Hanti sacerdotis in Tampach. Das deutet auf eine Siedlung Tampach hin, die von einem Priester Hanto betreut wurde. Die Kombination von „Hanto“ und „Tampach“ kann dann zu „Hantenperch“ geführt haben, wie in einer Schenkungsurkunde von 1112 beschrieben.
Die Pfarre wird bereits 1293 urkundlich erwähnt. Im Jahr 1453 weihte der Weihbischof Sigismund von Passau die zweischiffige gotische Hallenkirche. Kirchenpatrone waren der hl. Martrin und die hl. Margaretha. Der 56 Meter hohe Turm mit dem großen Zwiebel wurde 1589 bis 1598 errichtet. Der erste bekannte Pfarrer war Wilhelm Singer. Er begann 1634 die Pfarrmatrik, die seitdem lückenlos geführt wurde.

## Kultur und Sehenswürdigkeiten

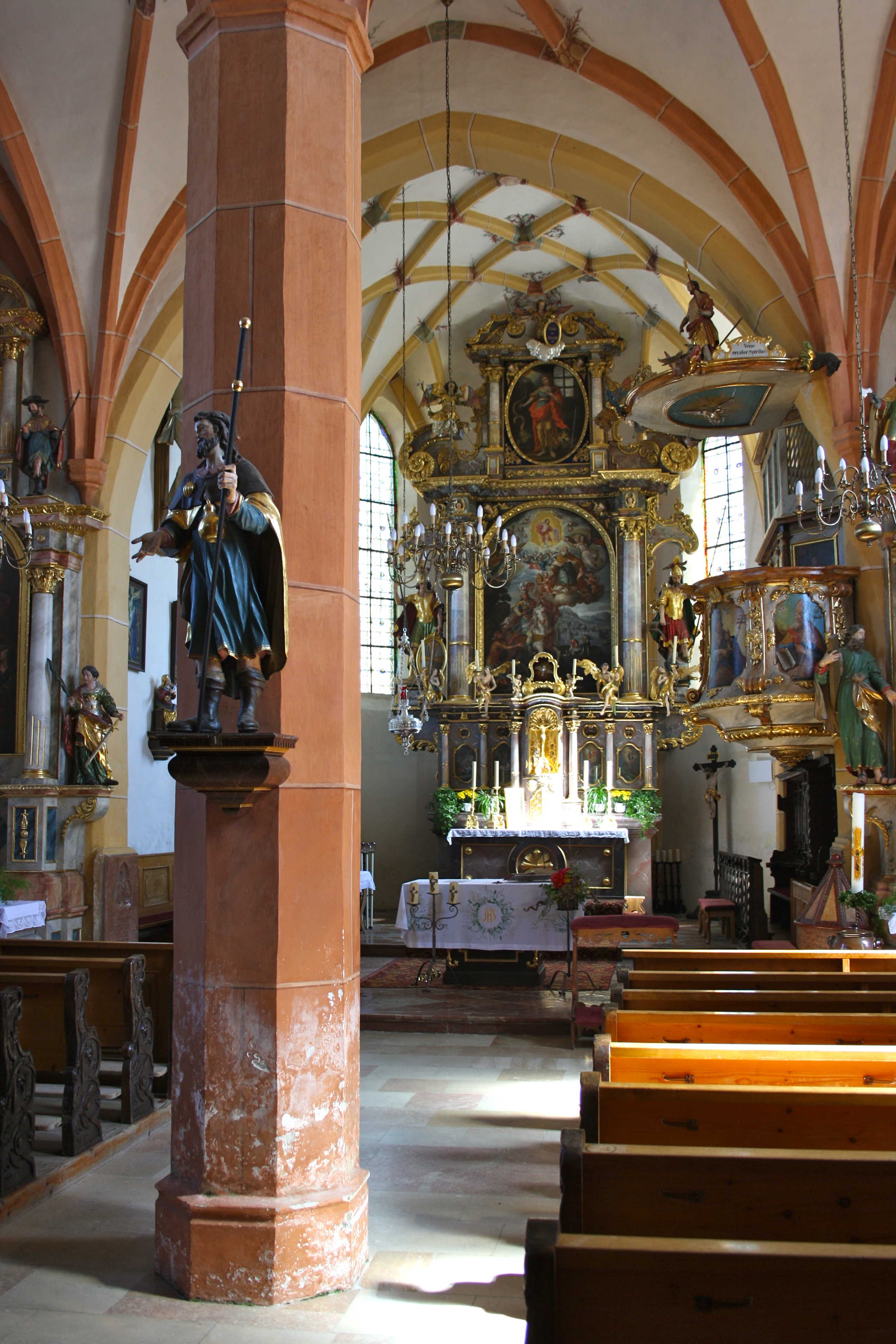
Pfarrkirche Handenberg

- Katholische Pfarrkirche Handenberg hl. Martin: Gotisch, Mitte des 15. Jahrhunderts. Zweischiffig, mit barocker Inneneinrichtung (2. Hälfte 17. Jahrhundert). 1518 Errichtung eines Turmes, 1710 bis 1716 weiter ausgebaut.

## Wirtschaft und Infrastruktur

### Wirtschaftssektoren
Handenberg ist eine landwirtschaftlich geprägte Gemeinde, wenn auch die Zahl der Betriebe abnimmt. Von den 99 Höfen des Jahres 2010 wurden 56 im Haupt-, 40 im Nebenerwerb und drei von Personengemeinschaften geführt. Die Haupterwerbsbetriebe bewirtschafteten rund achtzig Prozent der Flächen. Im Produktionssektor sind zwei Drittel der Erwerbstätigen mit der Herstellung von Waren und ein Drittel im Baugewerbe beschäftigt. Der größte Arbeitgeber im Dienstleistungssektor ist der Handel (Stand 2011).
| Wirtschaftssektor            | Anzahl Betriebe | Anzahl Betriebe | Erwerbstätige | Erwerbstätige |
| Wirtschaftssektor            | 2011            | 2001            | 2011          | 2001          |
| ---------------------------- | --------------- | --------------- | ------------- | ------------- |
| Land- und Forstwirtschaft 1) | 99              | 133             | 96            | 137           |
| Produktion                   | 11              | 6               | 34            | 19            |
| Dienstleistung               | 48              | 27              | 156           | 125           |

1) Betriebe mit Fläche in den Jahren 2010 und 1999
| Im Jahr 2011 lebten 637 Erwerbstätige in Handenberg. Ein Drittel arbeitete in der Gemeinde, zwei Drittel pendelten aus. - Eisenbahn: Die nächsten Bahnhöfe sind Burghausen in Bayern und Mattighofen in jeweils zwanzig Kilometer Entfernung. - Straße: Durch das Gemeindegebiet verläuft die Lamprechtshausener Straße B156. | Die zur Anzeige dieser Grafik verwendete Erweiterung wurde dauerhaft deaktiviert. Wir arbeiten aktuell daran, diese und weitere betroffene Grafiken auf ein neues Format umzustellen. (Mehr dazu) |

## Politik
Der Gemeinderat hat 19 Mitglieder.
- Mit den Gemeinderats- und Bürgermeisterwahlen in Oberösterreich 1997 hatte der Gemeinderat folgende Verteilung: 13 ÖVP, 3 FPÖ und 3 SPÖ.
- Mit den Gemeinderats- und Bürgermeisterwahlen in Oberösterreich 2003 hatte der Gemeinderat folgende Verteilung: 12 ÖVP, 5 SPÖ und 2 FPÖ.
- Mit den Gemeinderats- und Bürgermeisterwahlen in Oberösterreich 2009 hatte der Gemeinderat folgende Verteilung: 12 ÖVP, 4 FPÖ und 3 SPÖ.
- Mit den Gemeinderats- und Bürgermeisterwahlen in Oberösterreich 2015 hatte der Gemeinderat folgende Verteilung: 10 ÖVP, 6 FPÖ und 3 SPÖ.
- Mit den Gemeinderats- und Bürgermeisterwahlen in Oberösterreich 2021 hat der Gemeinderat folgende Verteilung: 13 ÖVP und 6 FPÖ.[12]

### Bürgermeister
- bis 2021 Gottfried Neumaier (ÖVP)
- seit 2021 Johannes Fankhauser (ÖVP)[13]

### Wappen
Das Gemeindewappen wurde 1978 verliehen: Erniedrigt wellenförmig geteilt; oben in Rot eine silberne, linksgewendete, auf der Teilungslinie schwimmende Ente mit goldenem Schnabel und goldenem Bein; unten in Blau drei silberne Wellenleisten.
Das Wappen symbolisiert die sagenhafte Gründung von „Antenberg“: An der Stelle der Kirche sei einst ein Teich gewesen. Als darauf eine Ente mit einer Hostie im Schnabel gesehen wurde, schütteten die Leute den Teich zu, bauten an dieser Stelle eine Kirche und gründeten den Ort.
Die Gemeindefarben sind rot, weiß, blau.

## Persönlichkeiten

### Söhne und Töchter der Gemeinde
- Theodor Renzl (1923–1995), Mundartdichter